# Zuzana Brzobohatá
Zuzana Brzobohatá (ur. 11 lipca 1962 w Brnie) – czeska polityk i inżynier, była posłanka, deputowana do Parlamentu Europejskiego VII kadencji.

## Życiorys
Ukończyła studia na wydziale elektrycznym Vysoké učení technické v Brně. Kształciła się też w zakresie zarządzania sieciami komputerowymi. Pracowała m.in. jako projektant w administracji miasta Tišnov. Pod koniec lat 90. wstąpiła do Czeskiej Partii Socjaldemokratycznej. W latach 2002–2006 zajmowała stanowisko dyrektora biura ministra finansów Bohuslava Sobotki. Następnie do 2009 zasiadała kolejno w radzie miasta Tišnov i samorządzie kraju południowomorawskiego. Była też deputowaną do Izby Poselskiej (2008–2009).
W wyborach europejskich w 2009 z listy ČSSD uzyskała mandat posłanki do Parlamentu Europejskiego. Przystąpiła do grupy Postępowego Sojuszu Socjalistów i Demokratów, została członkinią Komisji Rozwoju Regionalnego. W PE zasiadała do 2014, w tym samym roku wybrana do rady miejskiej Tišnova.